# Венецуелански залив
11° 30′ N 71° 0′ W / 11.500° С; 71.000° З
Венецуелански залив је велики залив у Карипско море, на северозападу Венецуеле и истоку Kолумбије.

## Географија
Венецуелански залив протеже се неких 240 км дуж обала Kолумбије и Венецуеле у смеру исток - запад, а највећа дубина му је 120 км у смеру север-југ.
Залив са запада омеђује полуострво Гуајира, а са истока полуострво Парагуана. Венецуелански залив се продужује на језеро Маракаибо јер је преко теснаца Таблазо повезан с језером.